# Motta Sant’Anastasia
Motta Sant’Anastasia – miejscowość i gmina we Włoszech, w regionie Sycylia, w prowincji Katania.
Według danych na rok 2004 gminę zamieszkiwały 10 233 osoby, 292,4 os./km².